# جيمس بيري
جيمس بيري (بالإنجليزية: James Barry)‏ (James Barry) (لا يعرف تاريخ ولادته بالضبط لكن التقديرات تشير إلى أنه ولد ما بين 1789-1799 – وتوفي في 25 يوليو 1865, باسم مارغريت آن بكلي في ايرلندا)، كان كبير الجراحين في المستشفى الملكي البريطاني. بعدما تخرج جيمس من مدرسة طب جامعة أدنبرة، التحق بالخدمة العسكرية في الهند وعاصمة جنوب أفريقيا كيب تاون. وخلال اسبوعين عين في منصب المفتش الطبي للمستعمرة، وخلال فترة عمله هناك نفذ نظاما أفضل لشبكة مياه الشرب في مدينة كيب تاون، كما أجرى واحدة من أول عمليات الولادة القيصرية الناجحة وأطلق على المولود اسم جيمس باري تيمنا باسمه، وغادر مدينة كيب تاون في عام 1828. وانتقل بعدها للعمل في موريشيوس 1828 وترينداد وتوباغو وجزيرة سانت هيلينا كما خدم في وقت لاحق في مالطا وكورفو والقرم، وجاميكا وفي عام 1813 انتقل للعمل في كندا. وبحلول ذلك الوقت كان قد نال رتبة المفتش العام للمستشفيات العسكرية.,. اكتشف عند وفاته في المستشفى الملكي البريطاني بعد أن قضى 52 عاما في السلك العسكري أنه كان انثى وأنها قررت أن تتقمص دور رجل كي تحصل على فرص أفضل بالتعليم والجيش.

## حياته
المعلومات حول الفترة المبكرة في حياتها قائمة على التكهنات، إلا أن الأدلة تشير إلى أن باري أطلق عليها اسم مارغيت آن بكلي عند مولدها في أيرلندا، ووالداها هما جيرمايه وشقيقها جيمس باري الفنان الأيرلندي الشهير وأستاذ الرسم في الأكاديمية الملكية في لندن. وهنالك رسائل تكشف عن تواطؤ تم فيما بين والدتها وبعض أخوالها المتنفذين وأصدقائها من الليبراليين المتفتحين لإلحاقها بكلية الطب، كطالب ذكر. تم قبول باري في جامعة أدبنره كطالب يدرس الأدب والطب في عام 1809. وحصلت باري على شهادة الطب في عام 1812، وانتقلت إلى لندن، وهناك التحقت بالفصل الدراسي في خريف 1812، كطالب في مستشفى يونايتد. وفي يناير 1813 نجحت باري في اختبار الكلية الملكية للجراحين في انكلترا وتأهلت للالتحاق كضابط في الخدمة العسكرية، وعُيّنت كمساعد طبيب في الجيش البريطاني في 16 يوليو 1813. وبعد ذلك التحقت بالخدمة في الهند وجنوب أفريقيا، وانتقلت بعدها للعمل في جزر الهند الغربية في عام 1838، وتمت ترقيتها إلى رتبة الضابط المسؤول للخدمات الطبية. في نوفمبر 1864 نقلت للعمل في مالطا، وغادرتهاإلى كورفو في اليونان، وعُيّنت في منصب نائب المفتش العام للمستشفيات، وبعدها إلى كندا كمفتش عام للمستشفيات. تقاعدت باري في عام 1864، حيث عادت إلى إنكلترا، وتوفيت إثر إصابتها بمرض الدوسنتاريا في 25 يوليو 1865، وقد اعتنت خادمة البيت سوفيا بيشوب بالجثة، حيث اكتشفت طبيعتها وأعضائها الأنثوية.